# Grafički dizajner
Grafički dizajner (graphic designer - anglikanizam) je relativno novi naziv za zanimanje (XX st.) unutar grafičkog dizajna a koji je dio grafičke industrije, a odnosi se na likovno oblikovanje grafičkih produkata, kombinacijom slike i teksta.
Stariji uvriježeni nazivi u nas za isto zanimanje bili su; umjetnik grafičar, likovni tehničar-grafičar, primijenjeni umjetnik-grafičar, grafički oblikovatelj.
Grafički dizajner u prvom redu oblikuje brošure i propagandne materijale za tisak, ali danas sve više za objavu u elektronskim medijima. 
Glavni cilj grafičkog dizajnera je oblikovati neku poruku tako da ona bude jasna i estetski prihvatljiva.

## Povijest struke
To zanimanje egzistira od pojave tiskarstva(Gutenberg), normalno ne u ovom obliku kakvim ga poznajemo danas. Osobito snažan razvoj ovo zanimanje doživjelo je šezdesetih godina prošlog stoljeća, prateći istodobni razvoj svih ostalih industrija a naročito industrije oglašavanja.

## Edukacija
Nekad su se ljudi koji su se time bavili regrutirali iz raznoraznih škola, a prvenstveno sa: Akademije likovnih umjetnosti Zagreb i Škole primijenjene umjetnosti(Zagreb) ali i s Grafičkog fakulteta(nekoć Viša grafička škola), Pedagoške Akademije(Likovni odgoj) i Srednje grafičke škole(Zagreb). Danas postoji Studij dizajna u Zagrebu(Odjel za grafički dizajn) i Rijeci,a pri Umjetničkim Akademijama u Zagrebu i Splitu također se školuju grafički dizajneri. Također postoji jako puno srednjih škola koje odgajaju buduće grafičke dizajnere.